# Yucca harrimaniae subsp. neomexicana

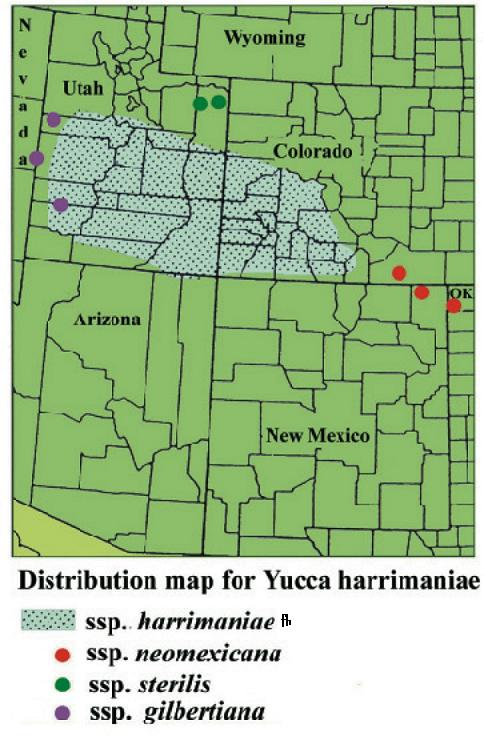
Verbreitungsgebiet der Unterarten von Yucca harrimaniae

Yucca harrimaniae subsp. neomexicana (englischer Trivialname „New Mexico Yucca“) ist eine Unterart der Pflanzenart Yucca harrimaniae in der Familie der Spargelgewächse (Asparagaceae).

## Beschreibung
Yucca harrimaniae subsp. neomexicana wächst solitär, stammlos bis gruppenbildend (selten mit Stämmen bis 50 cm Höhe). Das Wurzelsystem ist wie bei der Unterart Yucca harrimaniae subsp. sterilis rhizomartig. Die steifen, grünen Laubblätter sind 10 bis 30 cm lang und bis 2 cm breit. Diese Unterart hat die schmalsten Blätter der Yucca harrimaniae-Unterarten. Die Blattränder bilden feine Fasern.
Der in den Blättern beginnende Blütenstand ragt über die Blätter hinaus und wird 0,4 bis 1,4 Meter hoch. Die hängenden, glockenförmigen, kugeligen, zwittrigen Blüten weisen eine Länge von 2 bis 4 cm und einen Durchmesser von 2 bis 3 cm auf. Von den sechs gleichgestaltigen weißen bis cremefarbenen Blütenhüllblätter sind die äußeren manchmal teilweise violett überzogen. Die Blütezeit reicht von Mai bis Juli.

## Verbreitung
Yucca harrimaniae subsp. neomexicana ist in den US-Bundesstaaten New Mexico, Colorado und Oklahoma in Ebenen, auf flachen steinigen Hügeln und im Grasland in Höhenlagen zwischen 1300 und 1400 Metern verbreitet. Diese Art wächst vergesellschaftet mit Echinocereus reichenbachii, Echinocereus viridiflorus und Opuntia-Arten.
Yucca harrimaniae subsp. neomexicana ist in Mitteleuropa frosthart bis −20 °C. Sie ist in Sammlungen selten. In Deutschland, Mannheim, in der Sammlung von F. Hochstätter wachsen zwölf Jahre alte Exemplare ungeschützt im Freiland.

## Systematik
Der botanische Namen wurde nach einem der Vorkommen im Staat New Mexico gewählt. Die gültige Beschreibung durch Fritz Hochstätter unter dem Namen Yucca harrimaniae subsp. neomexicana ist 1998 veröffentlicht worden.
Synonyme sind Yucca neomexicana Wooton & Standl. (1913) und Yucca harrimaniae var. neomexicana Reaval (1977).

## Bilder
Yucca harrimaniae subsp. neomexicana in Oklahoma:

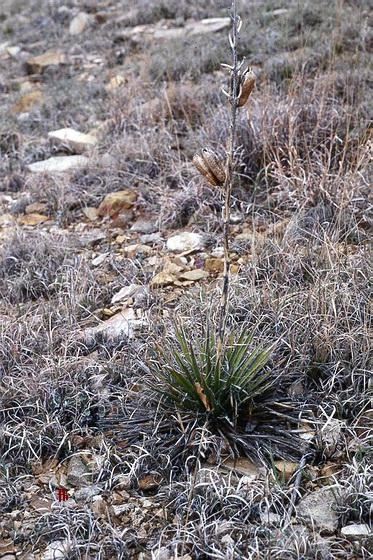
Mit geöffneten Kapselfrüchten
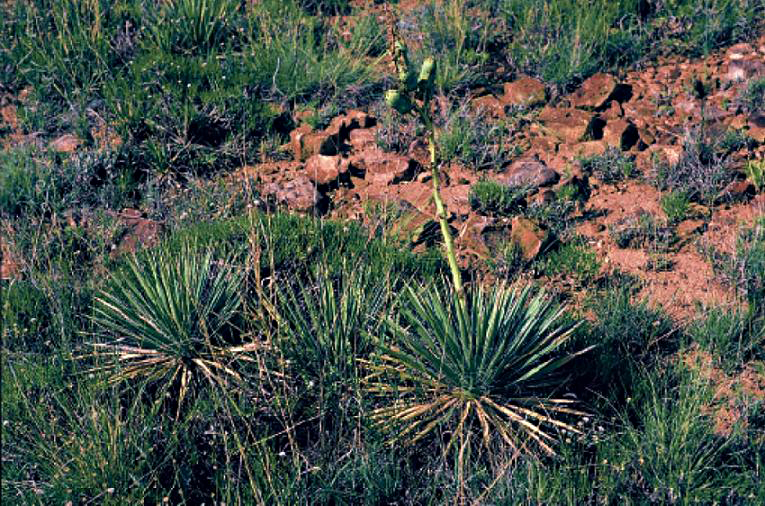
An flachen steinigen Hügeln mit Kapselfrüchten